# الحريق (رواية محمد ديب)
الحريق هي رواية للكاتب محمد ديب صدرت عام 1954. وهي الجزء الثاني من ثلاثية الجزائر، والعملان الآخران هما الدار الكبيرة والنول.

## القصة
تدور أحداث القصة في بني بوبلن التي تبعد عن مدينة تلمسان ببضعة كيلومترات، وهي قرية صغيرة تقع في الجبال حيث تتخلل الفصول حياة السكان وحيث نقيس محنة الفلاحين. عند سفح الجبال يوجد سهل هائل يملكه المستوطنون. يتعلم عمر، الشخصية الشابة في الدار الكبيرة، الحياة الصارمة من كومندار، وهي شخصية محترمة في القرية. قرر الفلاحون الفقراء وغير السعداء، بعد نقاشات مختلفة، الإضراب من أجل تحسين ظروفهم، مما وضع البلاد في حالة تمرد. ذات ليلة، اندلع حريق في كبائن عمال المزرعة. واتهم المضربون بأنهم الجناة وقُبض على القادة.

## حولها
تُعدّ رواية "الحريق" للكاتب الجزائري محمد ديب، التي صدرت عام 1954، علامةً فارقةً في تاريخ الأدب الجزائري، بل تُعتبر من أشهر الأعمال الأدبية الجزائرية على الإطلاق. نُشرت الرواية قبل اندلاع ثورة التحرير الجزائرية بأربعة أشهر فقط، وتناولت أحداثها العديد من المظالم التي عانى منها الجزائريون تحت الاستعمار الفرنسي، وصراعهم من أجل الهوية والحرية. رأى الكثيرون في الرواية نبوءةً بتفجر الثورة، حيث عبرت عن مشاعر الاحتقان والغضب التي كانت تسود المجتمع الجزائري آنذاك.
تكشف الرواية عن الظروف المعيشية البائسة التي عانى منها الفلاحون الجزائريون تحت وطأة الاستعمار، وكيف استغلهم المستعمرون ونهبوا ثرواتهم، حيث فضح ديب ممارسات الاستعمار القمعية وكيف أثرت سلبًا على حياة الجزائريين. يُجسد محمد ديب على لسان إحدى الشخصيات في روايته "الحريق" صورة المستوطنين الفرنسيين بأبشع صور الاستغلال والقهر، حيثُ يُظهرهم غزاةً لا يرحمون، استوطنوا أرض الجزائر وطردوا أهلها الأصليين من أراضيهم، قائلًا: «ألـوف الهكتـارات مـن الأرض كانـت تصـير ملكا للمستوطن الواحد من الفرنسيين، وهؤلاء المستوطنون جميعا سواء :لقـد وصـلوا إلى هـذه الـبلاد بأحذيـة مثقوبـة نعالها .إن الناس هناك لا يزالون يذكرون الحالـة التـي كـانوا عليهـا حـين توافـدوا إلى هـذه الـبلاد وهـاهم الآن يملكـون مساحات من الأرض لا تعد ولا تحصى .وسكان بني بوبلان في أثناء ذلك تقطر أجسامهم عرقا ودما مـن أجـل أن يزرعـوا قطعة صغيرة من الأرض جيلا بعد جيل»
تُعدّ تقنية الحوار أحد أهم العناصر البنائية في رواية "الحريق" للكاتب الجزائري محمد ديب، حيث لعبت دورًا هامًا في إيصال أفكار الرواية، وتحليل الواقع الاجتماعي والسياسي آنذاك، وكشف الصراعات الداخلية التي عاشها الجزائريون في ظل الاستعمار الفرنسي.

## الشخصيات
- عمر : الشخصية الرئيسة، طفل من المدينة سافر إلى ريف بوبلن[3]
- الكومندار: شيخ عجـوز بـترت سـاقاه لـدى مشـاركته في الحـرب العالميـة الأولى مـع الجـيش الفرنسي[4]
- حميد سراج: المثقف الشيوعي، والمناضل الثائر[9]

- الجدة "أم الخير"
- علي بن رباح
- باديدوش: فلاح[8]
- هاشمي : فلاح[8]
- بن أيوب: شيخ هرم، رجل صادق القلب، شهم شجاع، صريح اللسان، لا يداهن ولا يـداجي، قـاس وصـلب.[8]
- سليمان
- سيد علي
- عزوز

## أعمال مشتقة
- مسلسل الحريق وهو مسلسل تلفزيوني جزائري يتناول مرحلة من مراحل الاحتلال الفرنسي للجزائر مقتبس من هذه الرواية ورواية الدار الكبيرة

## الترجمة إلى العربية
- الحريق: ترجمة سامي الدروبي وجميل صليبا، مكتبة أطلس، دمشق، 1961م [1381هـ]. 4770360221
- الحريق، ترجمة فارس غصوب، منشورات المؤسسة الوطنية للاتصال و النشر و الإشهار،الجزائر، 2007م. 949592257

## الملاحظات
1. ↑  شيخ عجـوز بـترت سـاقاه لـدى مشـاركته في الحـرب العالميـة الأولى مـع الجـيش الفرنسي والعديد من الجزائريين المجندين إجباريا [4] اكتسب اسمه هذا من خدمته الطويلة في الجيش الفرنسي[5]

### فهرس
1. ↑  شريد & بطاطاش 2024، صفحات 436–453
2. 1 2 3 4  صالح 2023
3. 1 2  عيطو 2021، صفحة 1.
4. 1 2  زروقي 2015، صفحة 4.
5. ↑  لحمر 221، صفحة 2.
6. ↑  Babelio
7. ↑  بن علي 2023، صفحات 53–61
8. 1 2 3 4  زروقي 2015، صفحات 61–82
9. ↑  عيطو 2021، صفحة 3.

### معلومات كاملة للمراجع
- زروقي، عالية (2015). "صورة الفرنسي في رواية الحريق لمحمد ديب". مجلة جيل الدراسات الأدبية و الفكرية ع. 10: 61–82. DOI:10.12816/0018581. ISSN:2311-519X. مؤرشف من الأصل في 2024-05-01.
- شريد، لخضر؛ بطاطاش، بوعلام (21 يناير 2024). "تجليات الأنساق الغيرية في رواية الحريق لمحمد ديب". لغة كلام. ج. 10 ع. 1: 436–453. ISSN:2600-6308. مؤرشف من الأصل في 2024-05-01.
- صالح، سليمان (16 يوليو 2023). ""الحريق" ونبوءة الثورة الجزائرية.. دور الأدب في قيادة الكفاح". الجزيرة نت. مؤرشف من الأصل في 2024-03-25. اطلع عليه بتاريخ 2024-05-01.
- بن علي، لونيس (18 ديسمبر 2023). "رواية الحريق: من نقد الاستلاب الكولونيالي إلى تحرير صوت التابع*". مجلة التأويل و تحليل الخطاب. ج. 4 ع. 2: 53–61. ISSN:2716-814X. مؤرشف من الأصل في 2024-05-01.
- "L'Incendie - Mohammed Dib". Babelio (بالفرنسية). Archived from the original on 2023-12-01. Retrieved 2024-05-01.
- عيطو، لمياء (3 فبراير 2021). "المحاضرة الثالثة رواية الحريق لمحمد ديب" (PDF). مؤرشف (PDF) من الأصل في 2025-02-08. اطلع عليه بتاريخ 2024-05-01.